# 北海站 (广西)
北海站，位于中华人民共和国广西壮族自治区北海市银海区，是中国铁路南宁局集团钦州车务段管辖的铁路车站，也是广西沿海城际铁路的中间站。
1995年，北海站建筑完工；2013年11月，北海站进入线路联调联试阶段；2021年9月25日，北海站启用过渡站房。
2023年1月18日，北海站新站房正式启用。

## 建筑设计

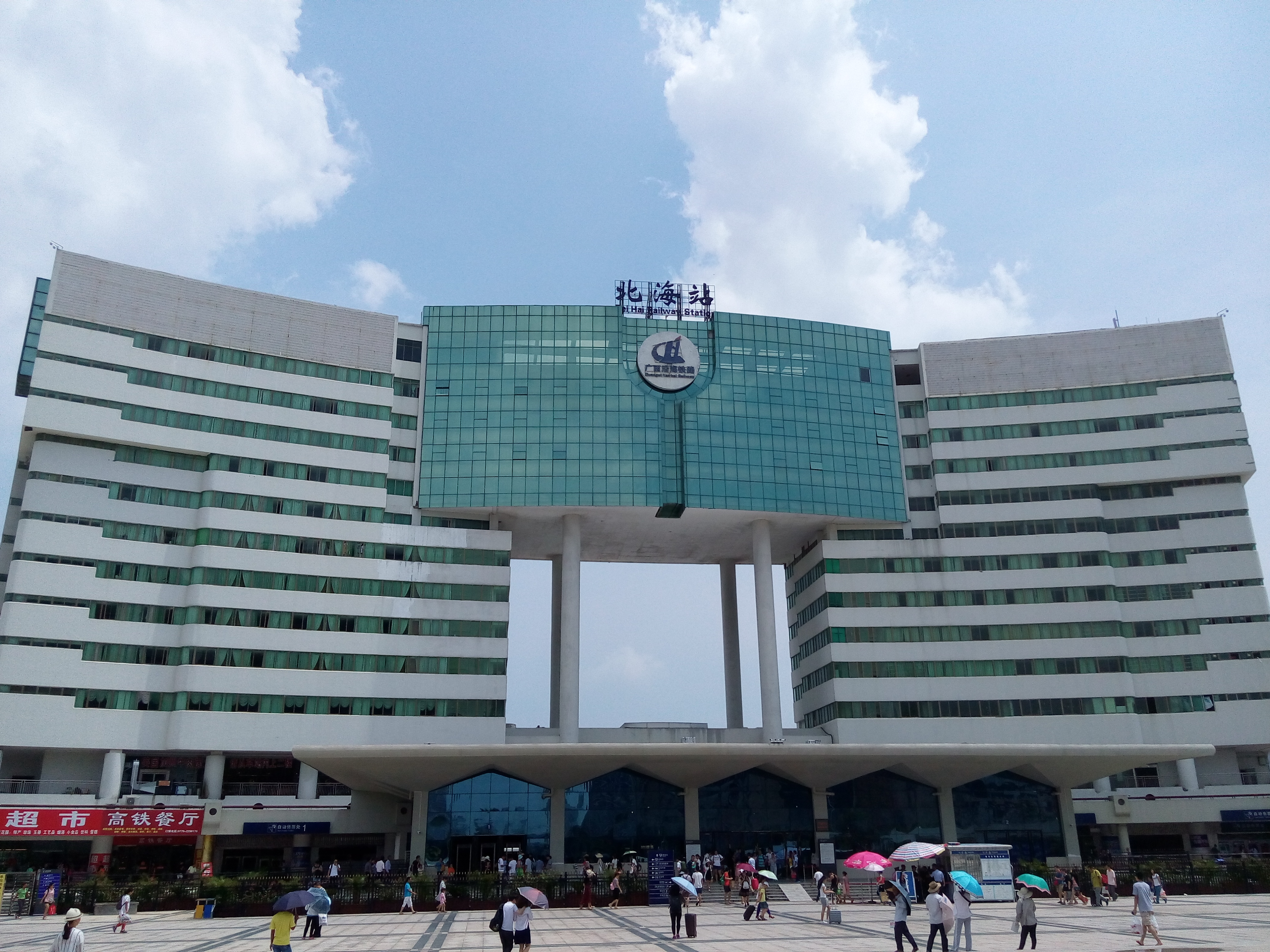
改建前的北海站

截至2009年，北海站总建筑面积30000多平方米。
截至2014年11月，北海站设置出租车停车位110个、公交车停车位41个。西侧设置为私家车和社会车辆停车场，私家车和社会车辆停车位288个、非机动车停车位340个，停车位总数达到近800个。
截至2021年9月，北海站候车室面积3753平方米，设计最高聚集人数为2000人。

## 改造扩建
2021年9月，北海站提质改造工程项目开工，此次改造工程项目总投资4.15亿元，主要包括既有站房改造和广场进站通道改造两部分内容，工期预计半年左右。北海站改造完成后，站房规模将由原中型站升级为大型站，站房建筑面积扩大为原来的1.5倍，其中候车面积为9900平方米，是原来的2.6倍，其运输能力也将进一步提升。
2023年1月18日，北海站新站房正式启用，最高容纳人数从原先2600人扩展为6300人左右。